# Invasion: UFO
Invasion: UFO è un lungometraggio del 1980 prodotto con spezzoni della serie televisiva UFO e destinato al mercato anglosassone.